# SaGa
SaGa (яп. サガ СаГа) — серия японских научно-фантастических ролевых игр, разработанных компанией Square Co. (ныне Square Enix). Первая часть вышла в 1989 году для портативного устройства Game Boy, созданием руководил геймдизайнер Акитоси Кавадзу, неизменный участник всех последующих игр серии. Всего линейка насчитывает девять наименований, игры выходили для самых разных консолей, старые части нередко переиздавались для современных приставок — с улучшенной графикой и дополнительным содержанием. Игры во многом похожи на представителей других популярных торговых марок компании, Final Fantasy и Mana, однако отличаются нетипичным геймплеем и нелинейными сюжетами, как правило состоящими из нескольких параллельно протекающих историй.
Акитоси Кавадзу ранее был известен по работе над Final Fantasy и Final Fantasy II, по окончании этих проектов ему захотелось создать что-нибудь особое, не похожее на эти игры. Так, в 1988 году совместно с дизайнером Коити Исии он занялся созданием ролевой игры под названием Makai Tōshi SaGa, которая во время локализации сменила наименование на The Final Fantasy Legend. В качестве целевой консоли была выбрана карманная система Game Boy, как раз набравшая популярность благодаря вышедшему на ней Тетрису. Некоторые последующие части, следуя этой традиции, тоже выпускались для портативных консолей, но потом всё же перешли на стационарные Super Nintendo Entertainment System и PlayStation. Неизменным иллюстратором серии остаётся Томоми Кабаяси, который также ответственен за дизайн персонажей многопользовательской Granado Espada. SaGa активно развивалась в 1990-е годы, но затем наступил спад, вместо новых частей всё больше стали выходить портированные версии старых, а сам Кавадзу, став начальником второй производственной команды Square Enix, переключился на серию под названием Final Fantasy Crystal Chronicles.
Серия очень популярна на территории Японии, продажи почти каждой части превышают там миллион копий. Однако в остальном мире популярность SaGa гораздо ниже, в Северной Америке и Европе игры не раз получали разгромные рецензии, критику по поводу необычного геймплея и запутанных способов подачи сюжета, когда цельное повествование разрывается на несколько отдельных новелл и нить истории ускользает от игрока. В сентябре 2004 года американский журнал Official U.S. PlayStation Magazine отметил, что серия погибла при переходе на приставку PlayStation 2, имея в виду неудачу с игрой Unlimited Saga.

## Состав серии
| Название                 | Года выпуска и переизданий  | Платформы |
| ------------------------ | --------------------------- | --- |
| The Final Fantasy Legend | 1989, 2002, 2007 1990, 1998 | Game Boy, WonderSwan Color, мобильный телефон                                                                     |
| Final Fantasy Legend II  | 1990, 2009 1991, 1998       | Game Boy, Nintendo DS                                                                                             |
| Final Fantasy Legend III | 1991, 2011 1993, 1998       | Game Boy, Nintendo DS                                                                                             |
| Romancing SaGa           | 1992, 2001, 2005, 2009 2005 | Super Nintendo Entertainment System, WonderSwan Color, PlayStation 2, Virtual Console, мобильный телефон          |
| Romancing SaGa 2         | 1993, 2010, 2011, 2017      | Super Nintendo Entertainment System, Virtual Console, мобильный телефон, Nintendo Switch, PlayStation 4, Xbox One |
| Romancing SaGa 3         | 1995, 2010                  | Super Nintendo Entertainment System, Virtual Console                                                              |
| SaGa Frontier            | 1997 1998                   | PlayStation |
| SaGa Frontier 2          | 1999 2000                   | PlayStation |
| Unlimited Saga           | 2002 2003                   | PlayStation 2 |
| Emperors SaGa            | 2012                        | GREE |